# Thập niên 750
Thập niên 750 hay thập kỷ 750 chỉ đến những năm từ 750 đến 759.